# گوشه‌گیر گلونواری
گوشه‌گیر گلونواری (نام علمی: Phaethornis striigularis) نام یک گونه از سرده گوشه‌گیرمرغ‌ها است.